# Мала Сар'ю
Мала Сар'ю́ (рос. Малая Саръю, Малая Сарью) — річка в Республіці Комі, Росія, ліва притока річки Сар'ю, правої притоки річки Ілич, правої притоки річки Печора. Протікає територією Троїцько-Печорського району.
Річка протікає на південний захід, північний захід та захід.